# Limonium echioides
Limonium echioides är en triftväxtart som först beskrevs av Carl von Linné, och fick sitt nu gällande namn av Philip Miller. Limonium echioides ingår i släktet rispar, och familjen triftväxter. Inga underarter finns listade i Catalogue of Life.

## Bildgalleri

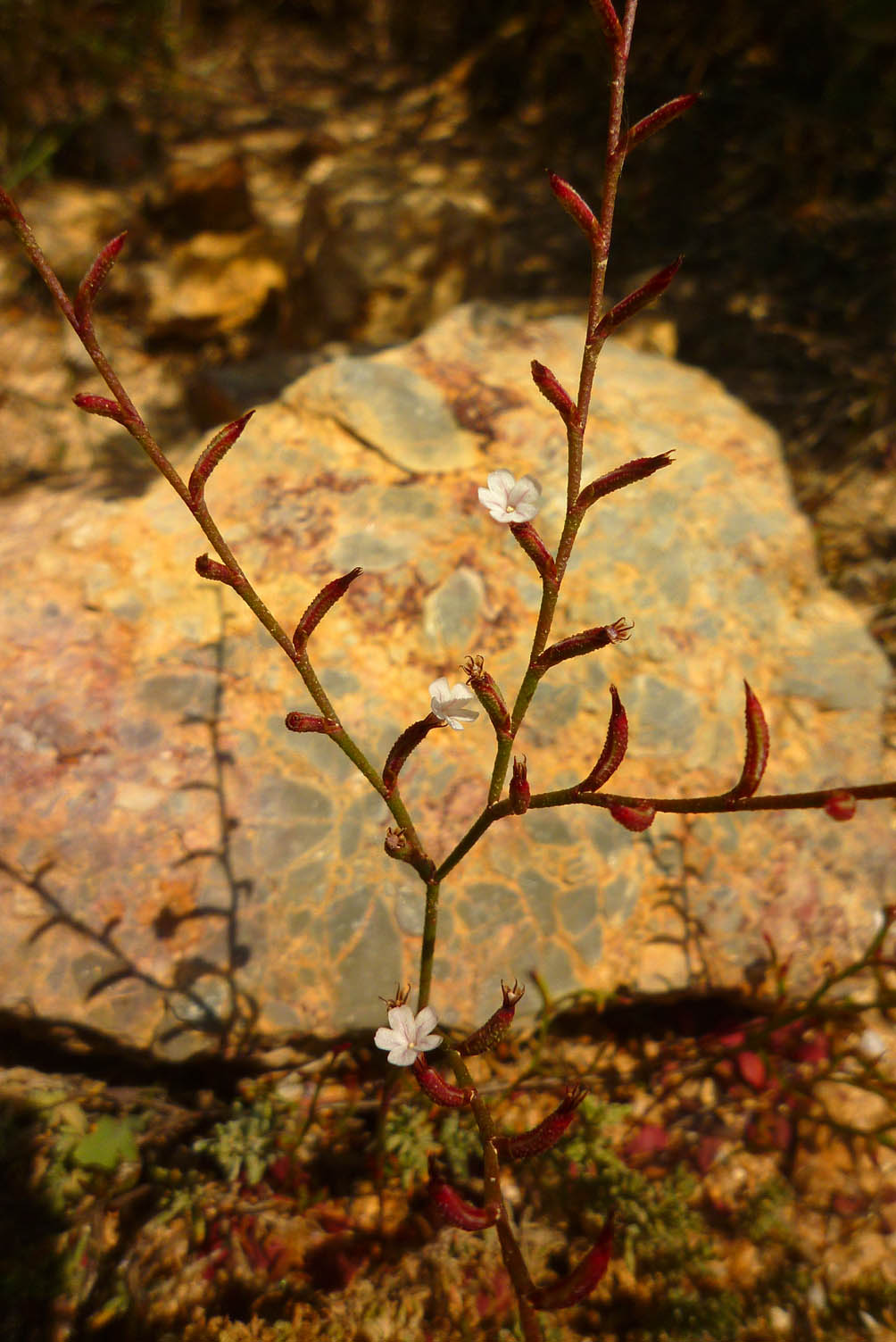